# Kohleria inaequalis
Kohleria inaequalis là một loài thực vật có hoa trong họ Tai voi. Loài này được (Benth.) Wiehler mô tả khoa học đầu tiên năm 1976.